# Rudolf Disselhorst

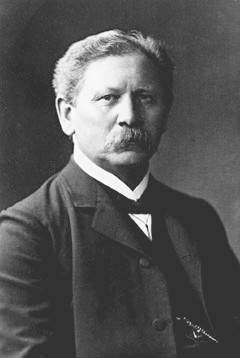
Rudolf Disselhorst (vor 1918)

Rudolf Disselhorst (* 4. Januar 1854 in Rinteln, Weser; † 28. Januar 1930 in Halle, Saale) war ein deutscher Arzt, Tierarzt und Universitätsprofessor.

## Leben
Disselhorst wurde geboren als Sohn des Rintelner Bierbrauers und Gastwirts des „Löwen“, Adam Heinrich Disselhorst (* 1819), und dessen Ehefrau Louise (* 1824), Tochter des Malers Edmund König in Hannover. Er besuchte das Gymnasium seiner Heimatstadt, das er bereits nach drei Jahren verlassen musste. Er wurde relegiert, weil sein Verhalten als eines höheren Schülers unwürdig galt, seine Leistung in allen Fächern schlecht gewesen und er durch außergewöhnliche Faulheit aufgefallen sei. Er absolvierte daher zunächst eine Brauerlehre in Holzminden und Höxter, arbeitete als Braugeselle und machte schon in jungen Jahren Karriere als Leiter der Brauerei in Höxter, in der er seine Lehre absolviert hatte, danach leitete er die Falkenkrug-Brauerei in Detmold.
Den Entschluss zu studieren hielt sein Vater zwar für keine gute Idee, unterstützte ihn jedoch mit einer kleinen Anfangsfinanzierung (1.500 Mark). An der Tierärztlichen Hochschule in  Hannover beantragte und erhielt er zunächst eine Zulassung als Gasthörer mit der Auflage, binnen Jahresfrist das Zeugnis der Obersekunda vorzulegen, was ihm im Selbststudium (Deutsch, Latein, Mathematik) gelang. Nach Ableistung seines Militärdienstes als Einjährig-Freiwilliger bei der Artillerie setzte er sein Studium der Tiermedizin fort, das er mit einem kleinen väterlichen Erbe sowie mit Geigen- und Gesangsunterricht finanzierte. 1881 legte er das tierärztliche Staatsexamen ab und bestand die Kreistierarzt-Prüfung. Eine eigene Praxis führte er jedoch nur kurz, da er noch im selben Jahr eine Stelle als Assistent am veterinärmedizinischen Institut des Landwirtschaftlichen Instituts der Universität Halle antrat.
Nach wenigen Dozentenjahren entschloss er sich, Humanmedizin zu studieren. Das ihm fehlende Abitur legte er nach erneutem intensiven Selbststudium 1885 als Externer an der Latina der Franckeschen Stiftungen in Halle ab. Seine Universitätsanstellung gab er 1886 für sein Medizinstudium auf, in dessen Verlauf er aufgrund hervorragender Leistungen auffiel und schon 1887 mit einer experimentellen Arbeit über die Diffusion von Blutkörperchen (Studien über Emigration) zum Dr. med. promoviert wurde. Kurz darauf erhielt er eine Anstellung als Prosektor am anatomischen Institut der Tierarzneischule in Berlin.
Bereits nach einem Jahr musste er diese Schule wieder verlassen, da er seine Studenten wegen „ihrer Stumpfsinnigkeit“ in unangemessener Weise beschimpft haben sollte. Er setzte daraufhin seine medizinischen Studien in Halle, Rostock und Göttingen fort, wo er auf einer Assistentenstelle an der Georg-August-Universität  zusätzlich als Repetitor fungierte. 1893 legte er die medizinische Staatsprüfung ab und habilitierte sich an der Universität Tübingen für Vergleichende Anatomie und Pathologie. 1897 promovierte er dort zum Dr. rer. nat.  mit der Abhandlung Die accessorischen Geschlechtsdrüsen der Wirbeltiere – Eine vergleichend-anatomische Untersuchung.
Als Julius Kühn in Halle Finanzmittel zur Erweiterung des Landwirtschaftlichen Institutes der Universität erhielt und die anatomisch-physiologische Abteilung ausbauen wollte, bot er Disselhorst die Stelle eines Abteilungsleiters an, die dieser akzeptierte. Daraufhin betrieb Kühn 1898 dessen Ernennung zum außerordentlichen Professor für die Anatomie und Physiologie der Haussäuger erfolgreich. 1909 wurde Disselhorst dann auch zum ordentlichen Professor ernannt.
Disselhorst, der nun als unermüdlicher Forscher und Universitätslehrer, als Mann von größter Umsicht und Sachlichkeit des Urteils beschrieben wurde, galt als hervorragender Berater der Universität. Er baute seine Abteilung und die Tierklinik zügig aus. Er verfasste vielfach aufgelegte Bücher zur Anatomie und Physiologie der Haustiere, ein Handbuch der Pferdekunde sowie einen überaus erfolgreichen Leitfaden zur Fleischbeschau. Die landwirtschaftlichen Institute der Universität Halle verdankten Disselhorsts Wirken ein Gutteil ihres weitreichenden Ansehens.
Auch nach seiner Emeritierung 1924 blieb Disselhorst wissenschaftlich aktiv. Seine vielseitigen Interessen, die über den Rahmen seiner Fachwissenschaft hinausgingen, ließen mehrere Studien zu philosophischen und kunstgeschichtlichen Themen entstehen, die er zum Teil auch publizierte.
Rudolf Disselhorst war ab 1888 mit der Gutstochter Auguste Amalie Kuhlmann aus Hagen (Bergen) verheiratet.
Er war Mitglied der Hallenser Freimaurerloge Zu den drei Degen und Ehrenmitglied des Corps Agronomia Halle.

## Ehrungen
Disselhorst war Dekan seiner Fakultät. Im Jahr 1905 wurde er zum Mitglied der Deutschen Akademie der Naturforscher Leopoldina gewählt, deren Sekretär er ab 1928 war. Er erhielt den Roten Adlerorden 4. Klasse, die Ernennung zum Preußischen Regierungsrat sowie den Titel eines Geheimrats.

## Trivia
Disselhorst nahm die Einladung des Gymnasiums seiner Heimatstadt an und besuchte als Ehrengast der 100-Jahr-Feier des Ernestinums in Rinteln 1921 die Stätte seines früh-gymnasialen „Verkanntwordenseins“.

## Publikationen (Auswahl)
- Der Harnleiter der Wirbeltiere.  J. F. Bergmann, Wiesbaden 1894
- Die Anatomie und Physiologie der großen Haussäugetiere mit besonderer Berücksichtigung der Beurteilungslehre des Pferdes. Paul Parey, Berlin 1912; 2. Auflage, vielfältig vermehrt und umgearbeitet
- Die Anatomie und Physiologie der großen Haussäugetiere mit besonderer Berücksichtigung der Beurteilungslehre des Pferdes. Parey, Berlin  1921; 4. Auflage, vermehrt und umgearbeitet
- Die Herdekrankheiten unserer Haustiere, hervorgerufen durch tierische Parasiten der Landwirtschaft.  Parey, Berlin 1921
- Die Tierseuchen, soweit sie unter das Deutsche Reichsviehseuchengesetz vom 18. Mai 1909 fallen.  Parey, Berlin  1922; 2. Auflage, vermehrt und umgearbeitet
- Die Beurteilungslehre des Pferdes.  Parey, Berlin 1923
- Die Anatomie und Physiologie der großen Haussäugetiere mit besonderer  Berücksichtigung  der Beurteilungslehre des Pferdes.  Parey, Berlin 1923; 5. Auflage, vermehrt und umgearbeitet
- Grundriss der Anatomie und Physiologie der Haussäugetiere.  Parey, Berlin 1931; 6. Auflage vollständig neu bearbeitet von Ernst Mangold
- Die Beurteilungslehre des Pferdes. Parey, Berlin 1940; 2. Auflage, gänzlich neubearbeitet von Hans Löwe
- Compendio di anatomia e fisiologia degli animali domestici.   Milano: Casa ed. Ambrosiana, 1957